# Episodi de Die Camper (quinta stagione)
La quinta stagione della serie televisiva Die Camper è stata trasmessa in anteprima in Germania da RTL Television tra l'11 gennaio 2002 e il 12 aprile 2002.
| nº | Titolo originale    | Titolo italiano | Prima TV Germania | Prima TV Italia |
| -- | ------------------- | --------------- | ----------------- | --------------- |
| 1  | Unser Max           | inedito         | 11 gennaio 2002   | inedito         |
| 2  | Alles neu           | inedito         | 18 gennaio 2002   | inedito         |
| 3  | Wettfieber          | inedito         | 25 gennaio 2002   | inedito         |
| 4  | Der Dschungel       | inedito         | 1º febbraio 2002  | inedito         |
| 5  | Der Teppichhändler  | inedito         | 8 febbraio 2002   | inedito         |
| 6  | Der Liebesbrief     | inedito         | 15 febbraio 2002  | inedito         |
| 7  | Die Krötenwanderung | inedito         | 22 febbraio 2002  | inedito         |
| 8  | Das Rennen          | inedito         | 1º marzo 2002     | inedito         |
| 9  | Mittagsruhe         | inedito         | 8 marzo 2002      | inedito         |
| 10 | Das Traumboot       | inedito         | 15 marzo 2002     | inedito         |
| 11 | Ein Mann, ein Bier  | inedito         | 22 marzo 2002     | inedito         |
| 12 | Der Schützenkönig   | inedito         | 5 aprile 2002     | inedito         |
| 13 | Die Glühwürmchen    | inedito         | 12 aprile 2002    | inedito         |